# Свитене
Свитене (латыш. Svitene) — населённый пункт в Рундальском крае Латвии. Административный центр Свитенской волости. Находится на реке Свитене неподалёку от латвийско-литовской границы. Расстояние до города Бауска составляет около 24 км. По оценке на январь 2021 года, в населённом пункте проживало 449 человек.

## История
Во времена Российской империи в селе располагалось поместье Свитене. В советское время населённый пункт был центром Свитенского сельсовета Бауского района. В селе располагался колхоз «Свитене».

## Достопримечательности
Усадьба рода Эльмптов, построенная в 1800-х годах.